# موزونگ
موزونگ (به چینی:辽穆宗؛ پین‌یین:Liáo Mùzōng ؛۱۹ سپتامبر ۹۳۱ – ۱۲ مارس ۹۶۹) امپراتور دودمان لیائو بود که از ۱۱ اکتبر ۹۵۱ تا ۱۲ مارس ۹۶۹ میلادی سلطنت کرد. او پسر تای‌زونگ و جانشین شیزونگ گردید که در ۹۵۱ میلادی به قتل رسیده بود.

## شورش
دوره سلطنت امپراتور موزونگ پر از شورش‌ها و طغیان‌های مختلف بود. او که بسیار از وزرای امپراتور پیشین را از کار برکنار کرده بود، مخالفان زیادی پیدا کرد.

## روابط با چین
در دوره حکومت امپراتور موزونگ، روابط صلح‌آمیزی میان لیائو و سونگ برقرار بود. تجارت و بازرگانی میان دو طرف بسیار رونق یافته بود.

## سرنوشت
امپراتور موزونگ همانند امپراتور شیزونگ یک الکلی بود. او دائماً خشمگین و بدخلق بود و گاهی بی جهت افراد بی‌گناه را می‌کشت. دوره سلطنت او یکی از تاریک‌ترین اعصار تاریخ لیائو است. او به شکار علاقه فراوانی داشت. در فوریه ۹۶۹ میلادی در جریان شکار بدست خدمتکارانش به قتل رسید.